# Tricomictèrids
La família dels tricomictèrids (Trichomycteridae) és constituïda per peixos actinopterigis d'aigua dolça de l'ordre dels siluriformes.

## Morfologia
Cos allargat i nu. Tenen, generalment, dos parells de barbetes al maxil·lar superior i manquen de mentó. L'opercle presenta, freqüentment, espines. Absència d'aletes pelvianes als gèneres Eremophilus, Miuroglanis i Glanapteryginae.

## Distribució geogràfica
Es troba des de Costa Rica i Panamà fins a Xile i l'Argentina.

## Observacions
- La importació d'aquesta família de peixos està prohibida en alguns estats dels Estats Units.[3]
- Alguns dels seus gèneres són paràsits i ataquen les ganyes de grans peixos.
- Les espècies del gènere Vandelli són conegudes per entrar a la uretra dels éssers humans i causar greus danys.[2]

## Gèneres
- Acanthopoma (Lütken, 1892)[4]
  - Acanthopoma annectens (Lütken, 1892)
- Ammoglanis (Costa, 1994)[5]
  - Ammoglanis amapaensis (Mattos, Costa & de S. Gama, 2008)
  - Ammoglanis diaphanus (Costa, 1994)
  - Ammoglanis pulex (de Pinna & Winemiller, 2000)
- Apomatoceros (Eigenmann, 1922)[6]
  - Apomatoceros alleni (Eigenmann, 1922)
- Bullockia (Arratia, Chang, Menu-Marque & Rojas, 1978)[7]
  - Bullockia maldonadoi (Eigenmann, 1928)
- Copionodon (de Pinna, 1992)[8]
  - Copionodon lianae (Campanario & de Pinna, 2000)
  - Copionodon orthiocarinatus (de Pinna, 1992)
  - Copionodon pecten (de Pinna, 1992)
- Eremophilus (Humboldt, 1805)[9]
  - Eremophilus mutisii (Humboldt, 1805)
- Glanapteryx (Myers, 1927)[10]
  - Glanapteryx anguilla (Myers, 1927)
  - Glanapteryx niobium (de Pinna, 1998)
- Glaphyropoma (de Pinna, 1992)[8]
  - Glaphyropoma rodriguesi (de Pinna, 1992)
  - Glaphyropoma spinosum (Bichuette, de Pinna & Trajano, 2008)
- Haemomaster (Myers, 1927)[10]
  - Haemomaster venezuelae (Myers, 1927)
- Hatcheria (Eigenmann, 1909)[11]
  - Hatcheria macraei (Girard, 1855)
- Henonemus (Eigenmann & Ward, 1907)[12]
  - Henonemus intermedius (Eigenmann & Eigenmann, 1889)
  - Henonemus macrops (Steindachner, 1882)
  - Henonemus punctatus (Boulenger, 1887)
  - Henonemus taxistigmus (Fowler, 1914)
  - Henonemus triacanthopomus (DoNascimiento & Provenzano, 2006)
- Homodiaetus (Eigenmann & Ward, 1907)[12]
  - Homodiaetus anisitsi (Eigenmann & Ward, 1907)
  - Homodiaetus banguela (Koch, 2002)
  - Homodiaetus graciosa (Koch, 2002)
  - Homodiaetus passarellii (Miranda-Ribeiro, 1944)
- Ituglanis (Costa & Bockmann, 1993)[13]
- Listrura (de Pinna, 1988)[14]
  - Listrura boticario (de Pinna & Wosiacki, 2002)
  - Listrura camposi (Miranda-Ribeiro, 1957)
  - Listrura nematopteryx (de Pinna, 1988)
  - Listrura picinguabae (Villa-Verde & Costa, 2006)
  - Listrura tetraradiata (Landim & Costa, 2002)
- Malacoglanis (Myers & Weitzman, 1966)[15]
  - Malacoglanis gelatinosus (Myers & Weitzman, 1966)
- Megalocentor (de Pinna & Britski, 1991)[16]
  - Megalocentor echthrus (de Pinna & Britski, 1991)
- Microcambeva (Costa & Brockmann, 1994)[17]
  - Microcambeva barbata (Costa & Bockmann, 1994)
  - Microcambeva ribeirae (Costa, Lima & Bizerril, 2004)
- Miuroglanis (Eigenmann & Eigenmann, 1889)[18]
  - Miuroglanis platycephalus (Eigenmann & Eigenmann, 1889)
- Nematogenys (Girard, 1855)[19]
- Ochmacanthus (Eigenmann, 1912)[20]
  - Ochmacanthus alternus (Myers, 1927)
  - Ochmacanthus batrachostomus (Miranda-Ribeiro, 1912)
  - Ochmacanthus flabelliferus (Eigenmann, 1912)
  - Ochmacanthus orinoco (Myers, 1927)
  - Ochmacanthus reinhardtii (Steindachner, 1882)
- Paracanthopoma (Giltay, 1935)[21]
  - Paracanthopoma parva (Giltay, 1935)
- Parastegophilus (Miranda Ribeiro, 1946)[22]
  - Parastegophilus maculatus (Steindachner, 1879)
  - Parastegophilus paulensis (Miranda Ribeiro, 1918)
- Paravandellia (Miranda-Ribeiro, 1912)[23]
  - Paravandellia oxyptera (Miranda-Ribeiro, 1912)
  - Paravandellia phaneronema (Miles, 1943)
- Pareiodon (Kner, 1855)[24]
  - Pareiodon microps (Kner, 1855)
- Plectrochilus (Miranda-Ribeiro, 1917)[25]
  - Plectrochilus diabolicus (Myers, 1927)
  - Plectrochilus machadoi (Miranda-Ribeiro, 1917)
  - Plectrochilus wieneri (Pellegrin, 1909)
- Pseudostegophilus (Eigenmann & Eigenmann, 1889)[18]
  - Pseudostegophilus haemomyzon (Myers, 1942)
  - Pseudostegophilus nemurus (Günther, 1869)
- Pygidianops (Myers, 1944)[26]
  - Pygidianops cuao (Schaefer, Provenzano, de Pinna & Baskin, 2005)
  - Pygidianops eigenmanni (Myers, 1944)
  - Pygidianops magoi (Schaefer, Provenzano, de Pinna & Baskin, 2005)
- Rhizosomichthys (Miles, 1943)[27] † 
  - Rhizosomichthys totae (Miles, 1942) †
- Sarcoglanis (Myers & Weitzman, 1966)[15]
  - Sarcoglanis simplex (Myers & Weitzman, 1966)
- Schultzichthys (Dahl, 1960)[28]
  - Schultzichthys bondi (Myers, 1942)
  - Schultzichthys gracilis (Dahl, 1960)
- Scleronema (Eigenmann, 1917)[29]
  - Scleronema angustirostris (Devincenzi, 1942)
  - Scleronema minutum (Boulenger, 1891)
  - Scleronema operculatum (Eigenmann, 1917)
- Silvinichthys (Arratia, 1998)[30]
  - Silvinichthys bortayro (Fernández & de Pinna, 2005)
  - Silvinichthys mendozensis (Arratia, Chang, Menu-Marque & Rojas, 1978)
- Stauroglanis (de Pinna, 1989)[31]
  - Stauroglanis gouldingi (de Pinna, 1989)
- Stegophilus (Reinhardt, 1859)[32]
  - Stegophilus insidiosus (Reinhardt, 1859)
  - Stegophilus panzeri (Ahl, 1931)
  - Stegophilus septentrionalis (Myers, 1927)
- Stenolicmus (de Pinna & Starnes, 1990)[33]
  - Stenolicmus sarmientoi (de Pinna & Starnes, 1990)
- Trichogenes (Britski & Ortega, 1983)[34]
  - Trichogenes longipinnis (Britski & Ortega, 1983)
- Trichomycterus (Valenciennes, 1832)[35]
- Tridens (Eigenmann & Eigenmann, 1889)[18]
  - Tridens melanops (Eigenmann & Eigenmann, 1889)
- Tridensimilis (Schultz, 1944)[36]
  - Tridensimilis brevis (Eigenmann & Eigenmann, 1889)
  - Tridensimilis venezuelae (Schultz, 1944)
- Tridentopsis (Myers, 1925)[37]
  - Tridentopsis cahuali (Azpelicueta, 1990)
  - Tridentopsis pearsoni (Myers, 1925)
  - Tridentopsis tocantinsi (La Monte, 1939)
- Typhlobelus (Myers, 1944)[26]
  - Typhlobelus guacamaya (Schaefer, Provenzano, de Pinna & Baskin, 2005)
  - Typhlobelus lundbergi (Schaefer, Provenzano, de Pinna & Baskin, 2005)
  - Typhlobelus macromycterus (Costa & Bockmann, 1994)
  - Typhlobelus ternetzi (Myers, 1944)
- Vandellia (Valenciennes, 1846)[38]
  - Vandellia balzanii (Perugia, 1846)
  - Vandellia beccarii (Di Caporiacco, 1935)
  - Candirú (Vandellia cirrhosa) (Valenciennes, 1846)
  - Vandellia sanguinea (Eigenmann, 1917)[39][40][41][42][43][44]